# Hibbertia araneolifera
Hibbertia araneolifera är en tvåhjärtbladig växtart som beskrevs av Toelken. Hibbertia araneolifera ingår i släktet Hibbertia och familjen Dilleniaceae. Inga underarter finns listade i Catalogue of Life.